# Erythrodermie
Unter Erythrodermie („rote Haut“) versteht man eine Rötung der Haut am gesamten Körper. Diese Erkrankung ist gekennzeichnet durch eine Entzündungsreaktion und Gefäßerweiterung der gesamten Haut. Folge ist ein Flüssigkeits-, Salz- und Eiweißverlust, der zusammen mit Folgeinfektionen lebensbedrohlich werden kann. Durch die Gefäßerweiterung kommt es zu einem Wärmeverlust und gesteigerter Kälteempfindlichkeit. Patienten mit Erythrodermie sind typischerweise sehr warm angezogen.
Die Erythrodermie ist keine eigenständige Erkrankung, sondern ein Symptom, dessen Ursache verschiedene Erkrankungen sein können. Nach der Ursache der Hautrötung unterscheidet man zwei Formen der Erythrodermie: 
- Die primäre Erythrodermie tritt beispielsweise bei Mycosis fungoides, Sézary-Syndrom, Alterserythrodermie des Mannes sowie dem Arzneimittelexanthem auf.
- Die sekundäre Erythrodermie kommt beispielsweise beim atopischen Ekzem und der Schuppenflechte vor.[1]